# Mairie

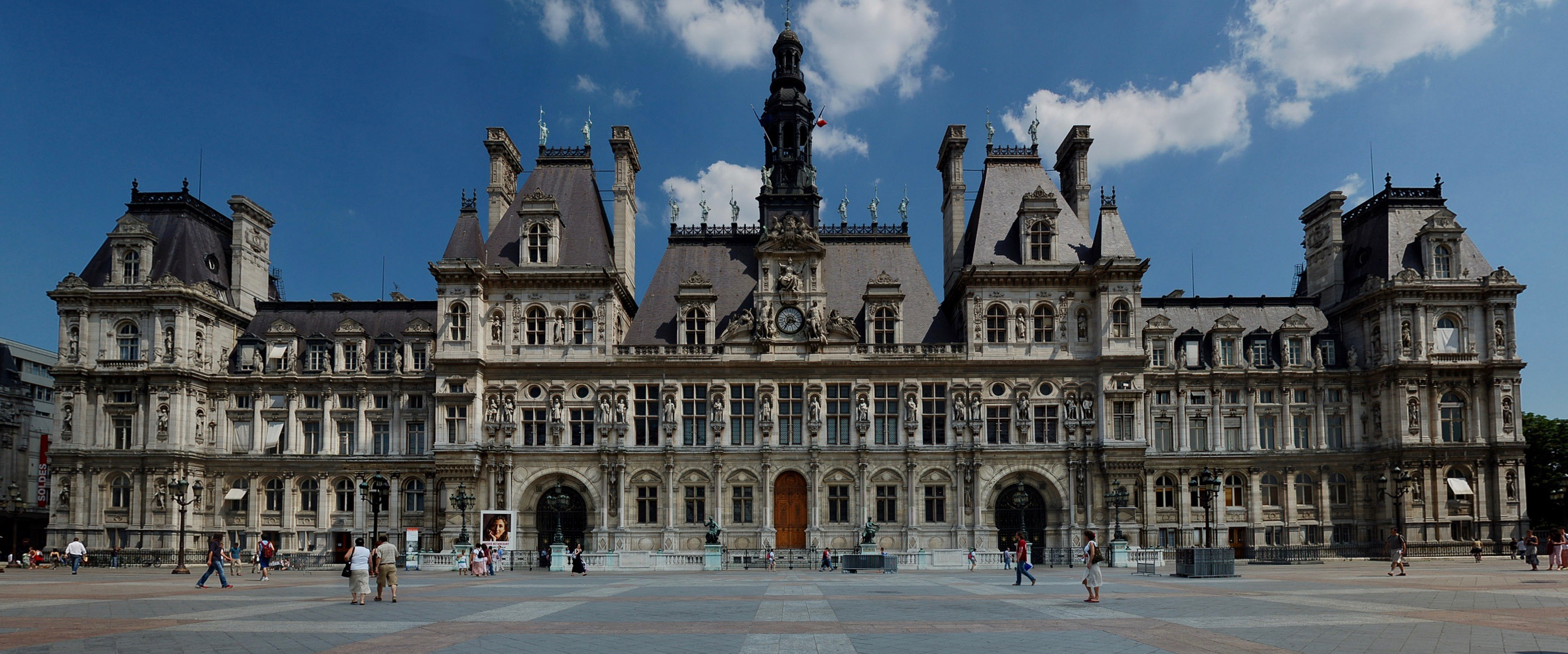
Mairie di Parigi nell'Hôtel de Ville

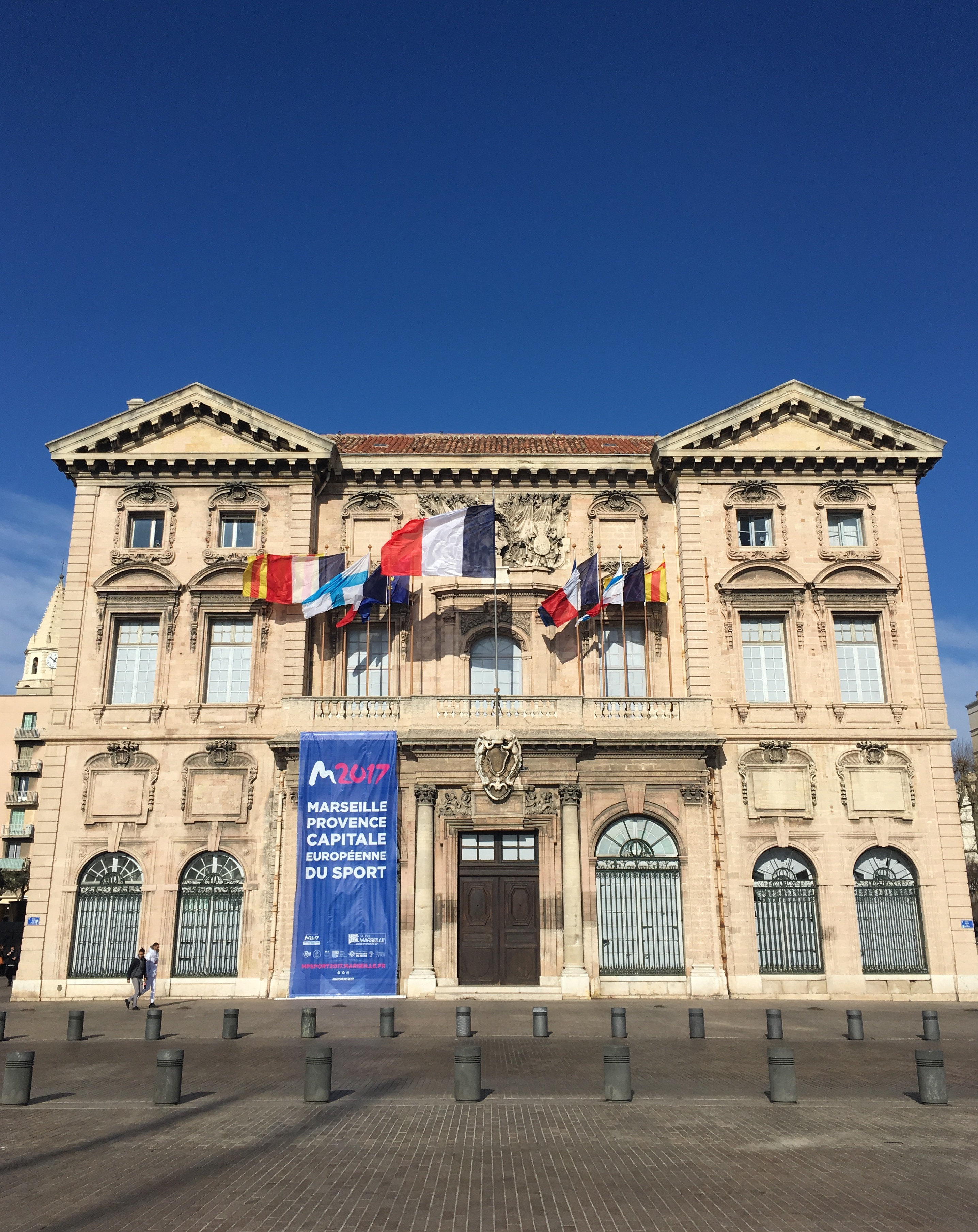
L'Hôtel de Ville di Marsiglia

La Mairie (in italiano: Ufficio del sindaco) designa l'ufficio (autorità) del sindaco (in francese maire). È presente in Francia e in altre aree francofone - nei comuni senza titolo di città e negli arrondissement municipali delle città più grandi è l'edificio che ospita l'ufficio del sindaco e l'amministrazione comunale e dove il Consiglio comunale si riunisce. Il nome ufficiale delle mairie degli arrondissement municipali è mairie d’arrondissement. In molti luoghi, la mairie ospita altre strutture municipali come l'ufficio del registro, l'ufficio catastale e altri simili. Nelle città con titolo di città, questo edificio corrisponde all'Hôtel de ville (municipio), nelle città più piccole della Francia e della Svizzera francofona, che non sono guidate da un sindaco, la maison communale. La combinazione di mairie e scuola è molto comune nella Francia rurale ed è comunemente definita Mairie-École.
La parola (dal latino maior, francese maire) è stata usata dal XIII secolo ed è apparsa nel XIV secolo nella variante mairerie.

## Periodo Napoleonico
L'unità amministrativa francese più bassa nell'area della sponda sinistra del Reno pur appartenendo al territorio francese (1798-1814), nonché nel Granducato di Berg sulla riva destra del Reno e nel Regno di Vestfalia (entrambi 1806-1813) fu anch'essa designata Mairie. Fino alla riforma municipale degli anni '70, le strutture municipali della Renania, in particolare sulla riva sinistra del Reno, erano spesso modellate dalle unità amministrative create all'epoca. Le strutture territoriali e amministrative dell'elettorato, dei ducati ecc. furono distrutte dai francesi e completamente ristrutturate. La divisione in Mairie, Canton, Arrondissement e Département corrispondeva approssimativamente all'attuale struttura amministrativa francese (Collectivité territoriale). Dopo la sconfitta di Napoleone, i paesi "riconquistati" furono divisi in governatorati nel 1814 e amministrati temporaneamente, per cui i nomi ufficiali francesi furono convertiti in titoli tedeschi. La "Mairie" divenne l'ufficio del sindaco, ma la costituzione municipale francese rimase in vigore in molte parti, per esempio nelle zone prussiane (vedi Burgmeisterrai). Anche dopo il Congresso di Vienna, la costituzione municipale fu ampiamente mantenuta, come in Vestfalia fino all'introduzione del nuovo codice della comunità rurale del 31 ottobre 1841.